# برايان إدموندسون
برايان إدموندسون (بالإنجليزية: Brian Edmondson)‏ هو لاعب كرة قاعدة أمريكي، ولد في 29 يناير 1973 في فونتانا في الولايات المتحدة.

## وصلات خارجية
- برايان إدموندسون على موقعبيزبول رفرنس.كوم (الدوري الرئيسي) (الإنجليزية)
- برايان إدموندسون على موقعبيزبول رفرنس.كوم (الدوري الثانوي) (الإنجليزية)
- برايان إدموندسون على موقع مشجعي الرسوم البيانية (الإنجليزية)